# 流通センター (札幌市)
流通センター（りゅうつうセンター）は、北海道札幌市白石区にある地名。1丁目から7丁目まで存在する。大谷地流通センター、または大谷地流通団地とも呼ばれる。郵便番号は003-0030。

## 歴史
- 白石区大谷地地区に、流通センターの建設が計画され、1967年（昭和42年） - 1978年（昭和53年）に大谷地流通センターとして、事業費約100億円の建設が開始された。
  - ここでいう流通センターとは、物流拠点施設を集中的に立地させるという意味であり、“流通センター”と称する建造物を新設したわけではない。
  - 当時、新産業都市の指定を受けた札幌市を含む道央19市町村の増大する生産と地域内外の物流を円滑にするため。
  - 道央自動車道（当時は北海道縦貫自動車道、北海道横断自動車道として計画段階）、都市計画街路等を機能的に連絡し、都心部に集中する交通渋滞を緩和するため。
  - 日本国有鉄道の1965年（昭和40年） - 1971年（昭和46年）にわたる第3次長期計画により、増加するであろう貨物取扱量への対処に、コンテナホームと配送基地を備えた貨物駅を大谷地地区に建設する札幌地区改良計画があった。
  - 大谷地地区は都心部から約8kmの地点であり、平和通、清田通が地区内を通過しており、また、国道12号、国道274号、南郷通（北海道道3号札幌夕張線、当時は道道6号）、国鉄（現：JR）函館本線などが接続する便の良さがあった。また、大谷地地区を通過するルートの札幌新道建設計画もあった。
- 流通業務地区約230haのうち流通業務団地が約154haであり、この造成事業の施行者は札幌市であった。
- 大谷地流通センターの建設は、1967年（昭和42年）の流通業務市街地の整備に関する法律（昭和41年7月1日法律第110号）[3]、翌年の都市計画法（昭和43年6月15日法律第100号）による都市計画事業の決定を受けて進められた。
- オイルショックによる景気停滞で、東部中央卸売市場地区、東側卸売業地区等の着工が大巾に遅れた。
- 1968年（昭和43年）10月1日、札幌貨物ターミナル駅が敷地21.0ha、コンテナ積卸線9線で開業。
- 以降、1971年（昭和46年）1月に札幌団地倉庫事業協同組合、同年9月に北海道トラックターミナル株式会社、1972年（昭和47年）12月に札幌流通センター運送事業協同組合、1974年（昭和49年）10月に札幌建設運送事業協同組合などが営業を開始した。
- 1971年（昭和46年）10月に札幌通運株式会社の施設、1973年（昭和48年）12月に日本通運株式会社の施設が完成した。
- 石油基地として、1968年（昭和43年）12月に日本オイルターミナル株式会社が営業を開始した。
- 1973年（昭和48年）11月には、公益的施設として、札幌流通センター自動車整備協業組合が営業を開始した。
- 1989年（平成元年） 大谷地流通センターは、白石区が厚別区と分区するのをきっかけにし白石区流通センターと改称した。
- 2019年（平成31年）「札幌市についての流通業務施設の整備に関する基本方針」改正

## 隣接地区
- 東：厚別区厚別中央（三里川、一般道路を境界とする）、厚別区大谷地東（厚別川を境界とする）
- 西：本通（国道274号を境界とする）、平和通（平和通と国道274号交点からほぼ真北に向かう線が境界であり、道路や川で区切られていない）
- 南：厚別区大谷地東（厚別川を境界とする）
- 北：北郷、川下（JR函館本線と千歳線の中間を境界とする）

## 住所
| 町丁                     | 郵便番号 |
| ------------------------ | -------- |
| 流通センター1丁目～7丁目 | 003-0030 |

## 主要道路
- 道央自動車道：本通との境界。
- 札幌新道（国道274号）：本通との境界。
- 平和通：地区内を東西に抜ける。
- 清田通：地区内から西へ抜ける。

## 河川
- 厚別川：厚別区大谷地東との境界。
- 三里川：厚別川の支流であり、厚別区厚別中央との境界。

## 主な施設等
- アクセスサッポロ（流通センター4丁目）

## 周辺
- 大谷地神社（厚別区大谷地西2丁目）
- 北星学園大学（厚別区大谷地西2丁目）
- 北星学園大学短期大学部（厚別区大谷地西2丁目）

## 教育

### 中学校
- 市立（流通センター地区が学区に含まれる学校を記載）
  - 札幌市立柏丘中学校（平和通8丁目北）

### 小学校
- 市立（流通センター地区が学区に含まれる学校を記載）
  - 札幌市立平和通小学校（本通15丁目北）

## 交通機関
- 札幌市営地下鉄東西線南郷18丁目駅、大谷地駅、ひばりが丘駅
- JR平和駅
- JR貨物札幌貨物ターミナル駅
- 道央自動車道大谷地IC

### 公共交通機関によるアクセスの問題
- 大谷地流通センターに立地する企業に公共交通機関のみで通勤する場合、流通センター番地内では公共交通機関が運行しないため、上記の各最寄り駅から徒歩での移動が長距離になる事が利便性の悪さ、課題として指摘されている。[4]